# Linia kolejowa Berlin-Wannsee – Stahnsdorf
Linia kolejowa Berlin-Wannsee – Stahnsdorf – dawna podmiejska linia kolejowa biegnąca przez teren Berlina i kraju związkowego Brandenburgia, w Niemczech. Wykorzystywana była dawniej przez pociągi S-Bahn w Berlinie.